# Mylochóri
Mylochóri är en ort i Grekland.   Den ligger i prefekturen Nomós Kilkís och regionen Mellersta Makedonien, i den norra delen av landet, 400 km norr om huvudstaden Aten. Mylochóri ligger 310 meter över havet och antalet invånare är 118.
Terrängen runt Mylochóri är kuperad åt nordväst, men åt sydost är den platt. Runt Mylochóri är det glesbefolkat, med 10 invånare per kvadratkilometer. Närmaste större samhälle är Kilkis, 13,7 km söder om Mylochóri. Trakten runt Mylochóri består till största delen av jordbruksmark.